# Prepoziție
În gramatică, prepoziția (< la  praepositio < prae- „înainte” + positia „poziție”, cf. fr  préposition) este un cuvânt din categoria cuvintelor gramaticale. Se caracterizează prin lipsa unui conținut noțional (datorită abstractizării și gramaticalizării ei), prin conținut semantic foarte abstract și insuficient, prin lipsa flexiunii și imposibilitatea de a fi parte de propoziție. Are funcția de a lega, într-un raport sintactic de subordonare, o parte de propoziție de altă parte de propoziție, a doua fiind un complement, un atribut, un nume predicativ sau un element predicativ suplimentar. Prepoziția, un eventual determinant abstract și cuvântul cu sens lexical care o urmează formează un grup sau o sintagmă numit(ă) prepozițional(ă).
În gramaticile tradiționale, prepoziția este considerată o parte de vorbire, dar, din cauza caracteristicilor sale, unele gramatici actuale o consideră doar un instrument gramatical.
În unele limbi, prepoziției îi corespunde, cu același rol, postpoziția, de exemplu în limba maghiară sau în japoneză. Ponderea acestor elemente în exprimarea relațiilor de caz gramatical contribuie la plasarea limbilor pe scala sintetism–analitism. Din acest punct de vedere, limbile cu declinare dezvoltată, în care ponderea prepozițiilor sau a postpozițiilor este relativ mică, sunt mai sintetice decât cele cu declinare mai redusă sau inexistentă, în care ponderea unor asemenea elemente este relativ mare. Astfel, în această privință, limbile romanice sunt mai analitice decât limba latină.
Limbile mai pot fi caracterizate și în funcție de recurgerea numai la prepoziții sau numai la postpoziții, ori după ponderea prepozițiilor față de postpoziții în limbile în care există ambele clase de cuvinte. S-a observat că preferința pentru prepoziții este specifică unui anumit tip sintactic de limbă, cel SVO, în care complementul direct urmează verbul predicativ din structura predicatului, iar tendința de a folosi postpoziții este caracteristică pentru limbile SPV, adică cele cu topica dominantă subiect – complement direct – verb predicativ. Limbi în care predomină prepozițiile sunt majoritatea limbilor indo-europene. În schimb, de exemplu în familia limbilor fino-ugrice și în cea a limbilor turcice se găsesc care preferă postpozițiile. Deși majoritatea limbilor indo-europene tind să folosească prepoziții, există totuși printre ele limbi în care sunt și câteva postpoziții. Astfel sunt, de pildă, latina clasică (ex. mortis causa „din cauza morții” sau engleza, ex. ten years ago „acum zece ani”.

## Felurile prepozițiilor după origine și formă
După origine există în primul rând prepoziții primare. În limba română, acestea sunt majoritar moștenite din limba latină (cu, de, după, fără, în, între, întru, la, lângă, pe, pentru, peste, până, spre, sub etc.) și câteva sunt împrumuturi, de exemplu contra. Acestea sunt totodată, ca formă, prepoziții simple. Alte prepoziții sunt formate pe terenul limbii în cauză, prin compunere din elemente mai mult sau puțin sudate. Cele complet sudate sunt tot simple ca formă, în română, deasupra, despre, din, dinspre, dintre, înspre, prin, printre. Prepoziții compuse sunt considerate, în gramatici ale limbii române, cele formate din prepoziții simple nesudate. În română, acestea pot fi două (de către, fără de, pe la, până în etc.), trei (de pe la, până pe după) sau patru: de până pe la, de până pe lângă.
În gramatici ale limbii franceze se disting de asemenea prepoziții simple, precum à „la”, de „de, din, de la”, en „în”, entre „între”, par „prin”, pour „pentru”, sous „sub”, sur „pe”. Sunt considerate compuse numai prepozițiile din elemente sudate, inclusiv părți de vorbire diferite, ex. depuis „din, de la”. Franceza este una din limbile care prezintă particularitatea că două prepoziții simple, à și de, pot fi sudate cu două articole hotărâte, astfel existând două părți de vorbire într-un singur cuvânt: la maison du (< de + le) berger „casa ciobanului”, la maison des (< de + les) bergers „casa ciobanilor”, parler au (< à + le) médecin „a-i vorbi medicului”, parler aux (< à + les) médecins „a le vorbi medicilor”.
Și în gramatici ale limbilor din diasistemul slav de centru-sud sunt luate în seamă prepoziții primare, simple (bez „fără”, do „până la”, iz „din”, među „între”, nad „deasupra”, od „de la”, pod „sub”, protiv „împotriva”, u „în” etc.) și compuse, considerate astfel numai cele sudate, acestea putând fi și părți de vorbire diferite la origine: ispod „sub, de sub”; između „între, dintre, printre”; nakraj „la capătul, la sfârșitul”; poput „ca, asemenea”; usred „în mijlocul”.
O seamă de prepoziții provin din alte părți de vorbire, prin conversiune. Unii autori le numesc „prepoziții secundare”.
În română, adverbele sunt cele care furnizează de cele mai multe ori prepoziții, de obicei cu formă articulată: dedesubtul, împrejurul, înăuntrul, împotriva, înaintea, înapoia etc. Sunt și prepoziții care provin din alte părți de vorbire, fără schimbări: din substantive (grație), verbe la participiu (potrivit, mulțumită, datorită), verbe la gerunziu (exceptând, privind), adverbe nearticulate (contrar, conform, drept).
Și în alte limbi sunt prepoziții apărute prin conversiune:
- fr [11]:
  - din verb la participiu prezent: concernant „privitor la”, durant „în timpul”, moyennant „prin intermediul”;
  - din verb la participiu trecut: excepté „cu excepția”, vu „din cauza”;
  - din adjectiv: sauf „în afară de”;
  - din adverb: hors „în afară de”;
- en [14]:
  - din verb la gerunziu: concerning „în privința”, following „în urma”, regarding „privitor la”;
  - din verb la participiu: given „dat fiind”;
- hr [12]:
  - din substantiv la acuzativ: kraj „alături de”, put „spre”;
  - din substantiv la instrumental: pomoću „cu ajutorul”, povodom „cu ocazia”, putem „prin intermediul”.

În limbile de mai sus altele decât româna, sunt mai numeroase cuvintele care se folosesc cu aceeași formă și ca adverbe, și ca prepoziții:
- fr  après „după, după aceea”; avant „înainte de, înainte”, avec „cu”, contre „împotriva, împotrivă”; depuis „de la, de atunci”, derrière „înapoia, în spate”; devant „înaintea, în față” etc.[15];
- en  down „în josul, (în) jos”; up „în susul, (în) sus”, outside „afară din”, afară”[16];
- hr  blizu „în apropierea, aproape”, mimo „pe lângă”, poslije „după, după aceea”; prije „înainte de, mai înainte”; van „afară din, afară”[12].

În unele gramatici se iau în seamă și locuțiuni prepoziționale, adică grupuri de cuvinte care includ elemente alte părți de vorbire (adverbe, substantive etc.), care funcționează neanalizabil, îndeplinind global rolul prepozițiilor. Inventarul lor este deschis. Pe lângă locuțiuni mai vechi (în română în fața, din cauza, în ciuda, în locul, în privința, de jur împrejurul, cu privire la, în loc de, (în) afară de, împreună cu etc.) se creează încontinuu unele noi, inclusiv prin adoptarea unor împrumuturi și crearea de calcuri: vizavi de, în materie de, în curs de, în cursul, în măsura etc..
În gramatici franceze se consideră locuțiuni prepoziționale toate grupurile de cuvinte cu acest rol nesudate. Folosite cu substantive și pronume sunt à cause de „din cauza”, à compter de „începând cu” (temporală), à l’exception de „cu excepția”, au-delà de „dincolo de”, au-dessus de „deasupra”, grâce à „grație”, vis-à-vis de „față de” etc. Sunt mai numeroase decât în română cele folosite cu verb la infinitiv, ponderea acestuia fiind mai mare în exprimarea proceselor subordonate. Acestea au și corespondente locuțiuni conjuncționale cu același element principal. Unele au în română numai echivalent locuțiune conjuncțională: afin de „pentru a” vs. afin que „pentru ca”, avant de „înainte de a” vs. avant que „înainte ca”, de façon à vs. de façon que „astfel încât să”, de peur de vs. de peur que „de teamă să” etc.
În gramatici ale limbii engleze, corespunzător termenului „locuțiune prepozițională” se întâlnește denumirea complex preposition „prepoziție complexă”. Exemple: because of „din cauza”, due to „datorită”, except for „cu excepția”, instead of „în loc de”, in front of „în fața”, with reference to „referitor la”, in accordance with „în conformitate cu”.

## Sensul prepozițiilor
O seamă de prepoziții au un grad de abstractizare foarte ridicat, ceea ce nu permite o reprezentare senzorială a lor. Astfel sunt a, contra, de, despre, pentru etc. Altele, cu grad de abstractizare mai mic, permit o reprezentare senzorială limitată. Asemenea prepoziții sunt mai ales cele cu sens spațial: dinspre, între, înspre, spre, sub; deasupra, dedesubtul, înaintea, înapoia, dinapoia, îndărătul, dindărătul, împrejurul.
Inițial, prepozițiile exprimau raporturi spațiale și temporale, apoi au început să fi folosite și pentru redarea raporturilor cauzale, finale, distributive, deliberative, succesive etc.. Astfel, mai ales prepozițiile primare pot avea mai multe sensuri, dintre care unele mai concrete, altele mai abstracte, în funcție de cuvintele cu conținut noțional pe care le leagă. Exemple cu sensuri concrete vs. sensuri abstracte:
- pe: Pune paharul pe masă vs. L-am văzut pe Gheorghe;
- după: Farmacia este după colț vs. Te-am recunoscut după voce.

Prepozițiile secundare și locuțiunile prepoziționale au sensuri mai precise, de asemenea mai concrete sau mai abstracte, conferite de cuvintele cu conținut noțional pe care le conțin.
Unele raporturi pot fi exprimate de prepoziții sinonimice, de exemplu ședința din / de la 3 decembrie.

## Construcțiile cu prepoziții
Cu prepoziții se construiesc diverse tipuri de complemente. Regentul lor poate aparține mai multor părți de vorbire:
- fr  Il téléphone à sa mère tous les dimanches „Îi dă telefon mamei sale în fiecare duminică” (regent verb)[22];
- cnr  Vi ste gori od tuđina „Dumneata ești mai rău decât un străin” (regent adjectiv)[23];
- en  There’s a cinema not far from here „Este un cinema nu departe de aici” (regent adverb)[24];
- ro  Va de capul lui (regent interjecție)[25].

Tot cu prepoziții se formează unele atribute substantivale și pronominale legate de un substantiv sau un substitut al acestuia:
- ro  casă de vânzare[25];
- fr  une boîte en carton „o cutie de carton”[26];
- en  information about the course „informații despre curs”[27];
- cnr  vjera u uspjeh „credință în succes”[28].

Un grup prepozițional poate constitui și un nume predicativ:
- ro  Inelul e de aur[29];
- fr  Ce manteau est encore à la mode „Paltonul ăsta mai este la modă”[30];
- en  Are you for the plan? „Ești/Sunteți pentru plan?”[31];
- sr  Narukvica je od srebra „Brățara este din argint”[32].

Există, mai rar, și element predicativ suplimentar cu prepoziție: ro  L-a luat drept hoț, A venit cu capul gol.
Cuvântul cu prepoziție poate fi:
- un substantiv, ca în majoritatea exemplelor de mai sus;
- un pronume: en  I can reserve a seat for you „Pot rezerva un loc pentru tine/dumneavoastră”[34];
- un numeral: hr  stol za dvoje „masă pentru doi”[35] ;
- un adjectiv calificativ: fr  Les volets du chalet ont été repeints en vert „Obloanele cabanei au fost revopsite în verde”[36];
- un adjectiv posesiv: ro  înaintea mea[37];
- un adverb: fr  Il est parti pour toujours „A plecat pentru totdeauna”[38] ;
- un verb la infinitiv: en  Take something to read on the train „Ia ceva de citit în tren”[39];
- un verb la participiu: ro  mașină de scris[40].

Uneori, prepoziția este urmată de o propoziție întreagă: fr  Il est sorti par où il était entré „A ieșit pe unde a intrat”.

## Recțiunea cazuală a prepozițiilor
În limbile fără declinare, cuvântul cu prepoziție nu-și schimbă forma față de atunci când se folosește fără prepoziție. Așa este totdeauna în limba franceză, de exemplu: Il y a un grand parking devant le supermarché „Este o parcare mare înaintea supermarketului”, C’est grâce à toi que j’ai trouvé si vite un studio „Datorită ție am găsit așa de repede o garsonieră”. În engleză, ca vestigiu al epocii când avea declinare, prepozițiile sunt urmate de forma numită „oblică” sau „de obiect” a pronumelor personale de persoanele I și a III-a (me „mine, mie”, him „pe el, lui”, her „pe ea, ei”, us „pe noi, nouă”, them „pe ei/ele, lor”), diferită de forma lor de bază, numită „de subiect”, ex. Describe him to me „Descrie-mi-l”.
În limbile cu declinare, prepoziția impune cel puțin un anumit caz cuvântului declinabil pe care îl conectează. Se spune că exercită o recțiune cazuală.
Cazurile cerute de prepozițiile primare și cu sens abstract nu sunt în general motivate, dar sunt prepoziții secundare și locuțiuni care cer același caz ca atunci când erau sau sunt cuvinte cu sens lexical. De exemplu, prepoziția din grupul împrejurul pădurii păstrează sensul substantivului jur care îi stă la bază și raportul inițial de posesie pe care îl are cu substantivul pădure, de aceea cere cazul genitiv. De asemenea, în locuțiunea din grupul în fața casei, substantivul fața nu se analizează ca atare, dar cere cazul genitiv pentru nucleul complementului, pentru că acesta ar fi posesorul lui fața dacă acest cuvânt ar exprima obiectul posedat.
În română, majoritatea prepozițiilor, precum și locuțiunile prepoziționale terminate într-o prepoziție simplă cer cazul acuzativ: lângă foc, pentru tine, alături de parc, împreună cu mine etc. Cu prepozițiile primare asupra, contra și cu majoritatea prepozițiilor secundare, precum și a locuțiunilor se folosește cazul genitiv: contra inundațiilor, împrejurul turnului, în fața coloanei. Câteva prepoziții se construiesc cu dativul: conform știrilor, contrar părerii, grație ajutorului, potrivit datelor.
În limbi ca cele din diasistemul slav de centru-sud, în care declinarea este mai dezvoltată decât în română, recțiunea prepozițiilor este mai complexă. Majoritatea cer un singur caz, dar sunt și care se folosesc cu două, unele chiar cu trei. Alegerea cazului este determinată cel mai adesea de sensul prepoziției, dar sunt și unele folosite cu două cazuri, având același sens cu ambele, cazul fiind dictat de sensul verbului.
Exemple de prepoziții folosite cu un singur caz:
- cu genitivul: Sve će biti gotovo do jeseni „Totul va fi gata până la toamnă”;
- cu dativul: Tako se on ponaša prema svim gostima „Așa se poartă el față de toți musafirii”;
- cu acuzativul: Viđeli smo kroz prozor što se događa „Am văzut pe fereastră ce se petrece”;
- cu instrumentalul: Stalno se svađa s komšijama „Se ceartă mereu cu vecinii”;
- cu locativul: Postupite po zakonu! „Procedați conform legii!”

Un exemplu de prepoziție care cere două cazuri în funcție de sensurile ei este s:
- cu genitivul: Crijep je pao s krova „Țigla a căzut de pe acoperiș”;
- cu instrumentalul: Susreo sam se s njim „M-am întâlnit cu el”.

O prepoziție folosită cu trei cazuri este za:
- cu genitivul: za života „pe viață” (= „pentru toată durata vieții”);
- cu acuzativul: roba za prodaju „marfă de vânzare”;
- cu instrumentalul: On dolazi za mnom „El vine după mine”.

Cazurile folosite cu unele prepoziții cu sens spațial diferă după sensul verbului. Dacă verbul exprimă o deplasare către un loc, este cerut acuzativul: Golub je sletio na krov „Porumbelul a zburat pe acoperiș”. Dacă, dimpotrivă, verbul nu exprimă o deplasare către un loc (putând exprima o deplasare fără destinație precizată), cazul este altul, cu prepoziția din exemplul precedent – locativul: Golub je na krovu „Porumbelul este pe acoperiș”.
Sunt și câteva prepoziții folosite cu două cazuri diferite după criteriul de mai sus și cu un al treilea caz atunci când au alt sens. Astfel este prepoziția u:
- cu acuzativul, dacă verbul exprimă deplasarea spre un loc: Idemo u šumu „Mergem în pădure”;
- cu locativul, dacă verbul nu exprimă deplasarea spre un loc: U šumi se čuje cvrkut ptica „În pădure se aude ciripitul păsărilor”;
- cu genitivul, dacă prepoziția exprimă posesia: U Milice duge trepavice „Milica are gene lungi” (lit. „La Milica gene lungi”).

## Restricții impuse folosirii determinanților abstracți
Prepozițiile pot fi diferite prin restricții pe care le impun, respectiv nu le impun folosirii de determinanți abstracți cu substantivele și cuvintele cu valoare nominală cu care se construiesc. Pentru limbile care nu au articole, cum sunt cele din diasistemul slav de centru-sud, se pune problema numai pentru ceilalți determinanți abstracți.
În română, cuvintele care trebuie să fie la genitiv sau la dativ au totdeauna un determinant abstract la cazul respectiv: deasupra câmpiei, deasupra unei câmpii, datorită împrejurărilor, datorită unor împrejurări. Dimpotrivă, majoritatea prepozițiilor care cer acuzativul nu apar cu articolul hotărât dacă cuvântul la acuzativ nu are atribut: Mă duc la școală, Intru în casă.
Și în alte limbi există asemenea restricții. În franceză se spune, de exemplu, cu nuanțe de sens diferite dans l’enfer și en enfer „în infern”. Prepoziția dans este totdeauna urmată de un cuvânt cu determinant abstract, dar en se folosește cel mai adesea fără un astfel de determinant.